# Leptokarya (Pieria)
Leptokarya (griechisch Λεπτοκαρυά (f. sg.)) ist eine Kleinstadt mit 3700 Einwohnern (2011) am Thermaischen Golf. Verwaltungstechnisch bildet sie den gleichnamigen Stadtbezirk der Gemeinde Dion-Olymbos in der griechischen Region Zentralmakedonien. Sie war bis 2010 Verwaltungssitz der ehemaligen Gemeinde Anatolikos Olymbos bis zu deren Eingemeindung nach Dion-Olymbos.

## Lage
Das Stadtgebiet Leptokaryas liegt zwischen dem Thermaischen Golf und dem etwa einen Kilometer westlich verlaufenden Aftokinitodromos 1.
Der 66,386 km² große Stadtbezirk reicht im Westen bis an die Ausläufer des Olymps und grenzt dort an Karya der Gemeinde Elassona in der Region Thessalien an. Im Norden grenzt der Gemeindebezirk Litochoro an im Süden die Ortsgemeinschaft Skotina.
Westlich der A 1 etwa 4,5 Kilometer vom Stadtzentrum entfernt liegen auf etwa 300 m Höhe Palea Leptokarya (‚Alt Leptokarya‘) und etwas südlich davon die archäologische Ausgrabungsstätte der antiken Stadt Leibethra.

## Verkehr
Leptokarya liegt direkt an drei in Nord-Süd-Richtung verlaufenden Hauptverkehrswegen. Es ist an den Aftokinitodromos 1 über die unmittelbar südlich der Stadt gelegene Anschlussstelle Leptokarya angebunden. Durch die Stadt verlaufen die Nationalstraße 1 und parallel dazu die Bahnstrecke Piräus–Thessaloniki. Der Bahnhof Leptokarya liegt im Stadtzentrum.

## Verwaltungsgliederung
Leptokarya wurde 1918 als Landgemeinde (Κοινότητα Λεπτοκαρυάς) der Präfektur Thessaloniki anerkannt. Durch Abtrennung von der Präfektur Thessaloniki gelangte Leptokarya 1949 zur neugegründeten Präfektur Pieria. Nach der Gemeindereform 1997
wurde Leptokarya mit weiteren vier Landgemeinden zur Gemeinde Anatolikos Olymbos zusammengeschlossen, mit Verwaltungssitz in Leptokarya. Seit der Verwaltungsreform 2010 und hat Leptokarya den Status eines Stadtbezirks.
Bevölkerungsentwicklung von Leptokarya
| 1913 | 1920 | 1928 | 1940 | 1951 | 1961 | 1971 | 1981 | 1991 | 2001 | 2011 |
| ---- | ---- | ---- | ---- | ---- | ---- | ---- | ---- | ---- | ---- | ---- |
| 1075 | 1112 | 1244 | 1668 | 1586 | 2275 | 2247 | 2874 | 3366 | 4225 | 3700 |

## Sonstiges
Kirchliche Bedeutung hat Leptokarya durch das Argos Zodhiates Bible Camp, das Evangelische Griechen aus aller Welt anzieht. Dort trifft sich auch die Synode der Griechisch-Evangelischen Kirche.
Im Ort befindet sich das Geologisch-historische Museum des Olymp.